# 川村怜
川村 怜（かわむら りょう、1989年2月13日 - ）は、日本のブラインドサッカー選手、日本代表。アクサ生命保険にセラピストとして勤め、つくば市のブラインドサッカー・チーム「F.C.Avanzareつくば（F.C.アヴァンツァーレつくば）」に所属している。

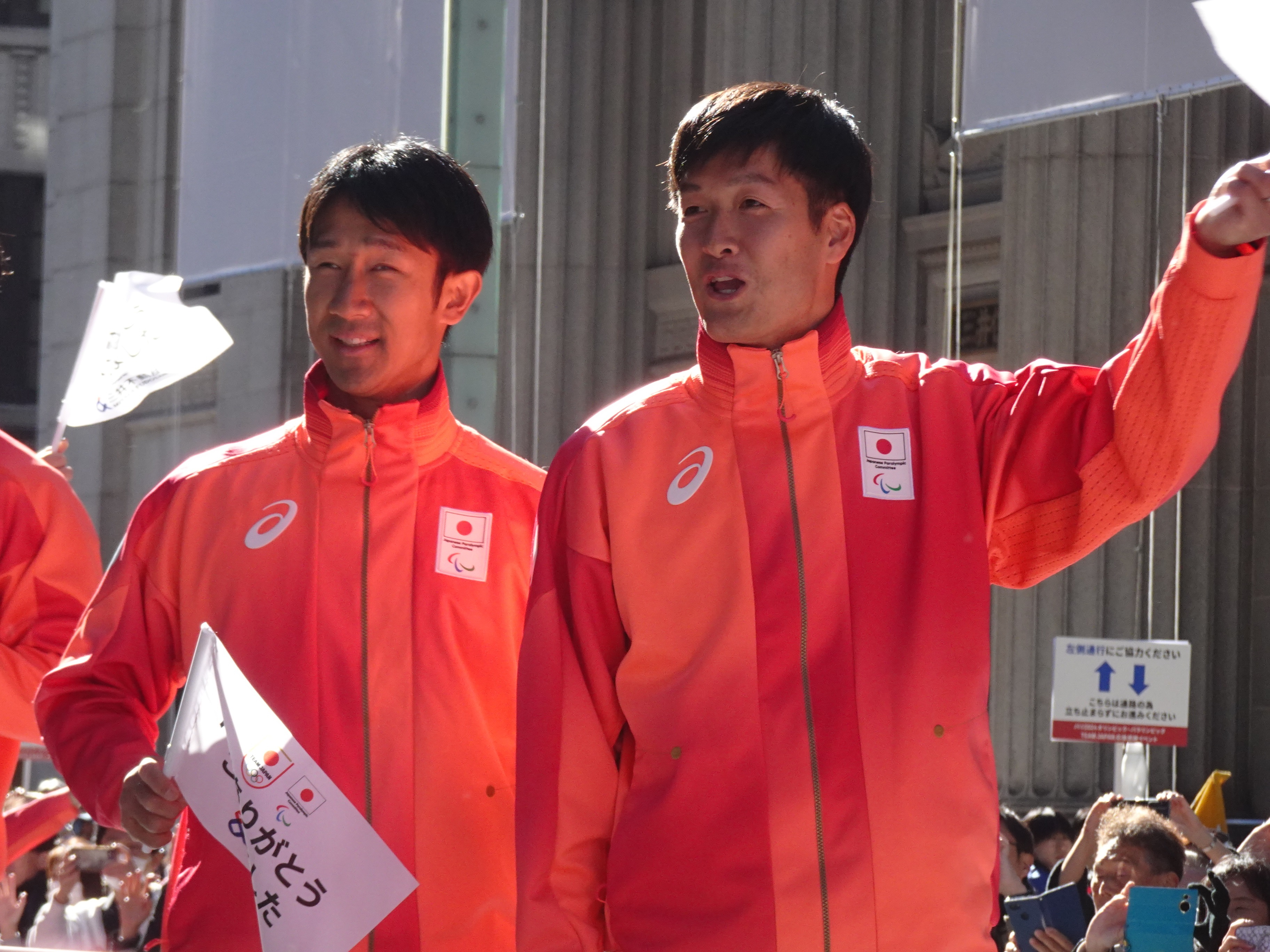
2024年11月30日、「パリ 2024オリンピック・パラリンピック TEAM JAPAN応援感謝イベント」に出席した川村怜(左)。右は2024年パリパラリンピック・ブラインドサッカー日本代表の泉健也。

## 経歴
大阪府東大阪市出身。小学1年から少年サッカーをやっていたが、5歳のころぶどう膜炎を発症し、7歳のころからその進行により視力が著しく低下した。中学以降はサッカーを離れ、陸上競技に取り組んだ。鍼灸マッサージ関係の資格取得を目指して2007年に進学した筑波技術大学で、ブラインドサッカーを始めた。
大学入学当初のころまでは弱視であったが、2009年ころにはかなり見えづらくなり、2013年には全盲と診断された。
2013年3月、日本代表に選出された初戦であるブラジルとの親善試合で、代表初ゴールを奪った。3月20日、フットメッセ大宮で行なわれたこの試合で、川村は2点先行された後半終盤48分に、日本代表唯一のゴールを挙げた。
2014年の日本選手権では、MVPに選ばれた。